# 磐安镇站
磐安镇站是一个陇海线上的铁路车站，位于甘肃省天水市甘谷县磐安镇，建于1952年，目前为四等站，邮政编码为741211。目前客运：办理旅客乘降；行李、包裹托运；货运：办理整车货物发到；零担仅办理直达整零货物发到；不办理危险货物发到。